# Daniel Michajłowicz Lwowicz
Daniel Michajłowicz Lwowicz herbu Kostrowiec – stolnik wiłkomierski w latach 1592–1601.
Był posłem województwa wileńskiego na sejm 1600 roku.